# NGC 4517
NGC 4517 је спирална галаксија у сазвежђу Девица која се налази на NGC листи објеката дубоког неба.
Деклинација објекта је + 0° 6' 56" а ректасцензија 12h 32m 45,6s. Привидна величина (магнитуда) објекта NGC 4517 износи 10,5 а фотографска магнитуда 11,2. Налази се на удаљености од 9,8000 милиона парсека од Сунца. NGC 4517 је још познат и под ознакама NGC 4437, UGC 7694, MCG 0-32-20, IRAS 12301+0023, FGC 1455, CGCG 14-63, UM 505, KCPG 344B, PGC 41618.